# Piper meeboldii
Piper meeboldii är en pepparväxtart som beskrevs av C. Dc.. Piper meeboldii ingår i släktet Piper och familjen pepparväxter. Inga underarter finns listade i Catalogue of Life.